# Hans Fagius
Hans Fagius (né le 10 avril 1951) est un organiste suédois.

## Biographie
Fagius a étudié l'orgue avec Bengt Berg avant d'entrer à l'École royale supérieure de musique de Stockholm, où il a étudié avec Alf Linder. Après avoir obtenu son diplôme en 1974, il a étudié l'orgue avec Maurice Duruflé à Paris. Il a enseigné l'orgue à Göteborg et à Stockholm avant d'être nommé professeur d'orgue à l'Académie Royale danoise de Musique en 1989. Il est devenu membre de l'Académie royale de musique en 1998.

## Enregistrements
Fagius a enregistré de nombreux albums, dont une intégrale des œuvres pour orgue de J. S. Bach et l'intégrale des œuvres pour orgue de Maurice Duruflé. 

## Source
- (en) Cet article est partiellement ou en totalité issu de l’article de Wikipédia en anglais intitulé « Hans Fagius » (voir la liste des auteurs).